# 대전시 갑 (1958년 선거구)
대전시 갑은 대한민국의 옛 국회의원 선거구이다. 당시 충청남도 대전시의 일부 지역을 관할했다.

## 역사
제4대 국회의원 선거를 앞두고 대전시 선거구가 갑, 을로 분구됨에 따라 신설되었다.
제6대 국회의원 선거를 앞두고 대전시 갑, 을 선거구가 다시 대전시 단일 선거구로 통합되면서 폐지되었다.

## 역대 국회의원
| 선거   | 정당 | 정당   | 의원   |
| ------ | ---- | ------ | ------ |
| 1958년 |      | 자유당 | 정락훈 |
| 1960년 |      | 민주당 | 유진영 |

## 역대 선거 결과

### 대한민국 제4대 국회의원 선거
|  | 42.89% |

|  | 30.93% |

|  | 20.32% |

|  | 4.05% |

|  | 1.79% |

### 대한민국 제5대 국회의원 선거
|  | 48.58% |

|  | 21.33% |

|  | 9.29% |

|  | 7.27% |

|  | 6.86% |

|  | 3.79% |

|  | 2.85% |

|  | 0% |